# مساهر (تعز)
مساهر هي إحدى قرى الجمهورية اليمنية. تتبع جغرافيا لمحافظة تعز وإداريًا لمديرية حيفان. يبلغ تعداد سكانها 3227 نسمة حسب الإحصاء الذي أجري عام 2004.